# Касилоф
Касилоф (англ. Kasilof River) — река в США, в западной части полуострова Кенай на юге Аляски.
Длина — 27 км. Река берёт начало в озере Тустумена. Течёт в северном направлении к заливу Кука. В верхнем течении скорость потока высока. С различными преградами прохождение относится ко второй категории сложности. В низовьях очень развита ловля лосося. Впервые нанесена на карту в 1852 году русским гидрографом Михаилом Тебеньковым по указанию Ильи Вознесенского.